# Danh sách hội chứng sợ
Dưới đây là danh sách các hội chứng sợ mà khoa học đã ghi nhận ở loài người.

## Danh sách
| Tên                                    | Miêu tả |
| -------------------------------------- | --- |
| Hội chứng sợ những thứ trông giống mắt | Sợ các vật hoặc sinh vật có màu sắc và hình dáng giống mắt người, bao gồm côn trùng có hình dáng tương tự như gián |
| Hội chứng sợ tắm rửa                   | Sợ các hoạt động liên quan đến tắm, rửa hay làm sạch nói chung |
| Hội chứng sợ tiếng ồn                  | Một nhánh của hội chứng sợ âm thanh |
| Hội chứng sợ độ cao                    | Sợ các hoạt động liên quan đến độ cao |
| Hội chứng sợ bay                       | Sợ máy bay, khí cầu hay các hoạt động liên quan đến bay nói chung |
| Hội chứng sợ nơi công cộng             | Sợ những nơi rộng rãi như quảng trường, siêu thị, khu vực giao thông |
| Hội chứng sợ qua đường                 | Luôn luôn nghĩ theo hướng tiêu cực nên khi qua đường, người đi có thể sẽ nghĩ mình bị xe tông. |
| Hội chứng sợ vật nhọn                  | Sợ vật nhọn (ví dụ: cái kim hay con dao) |
| Hội chứng sợ mèo                       | Sợ mèo,có thể từng ám ảnh khi mèo đã làm việc không tốt với người sợ |
| Hội chứng sợ đau                       | Thường người bị sẽ nghĩ phóng đại quá mức nên thấy đau đớn hơn (có thể hiểu là não bộ suy nghĩ phóng đại tạo cảm giác đau hơn)                                                                                                |
| Hội chứng sợ đàn ông                   | Sợ nam giới trưởng thành |
| Hội chứng sợ con người                 | Một nhánh của hội chứng sợ xã hội |
| Hội chứng sợ nước                      | Sợ nước,bao gồm những thứ liên quan đến nước |
| Hội chứng sợ nhện                      | Sợ nhện hoặc các loài khác trong Lớp Hình nhện nói chung |
| Hội chứng sợ sấm sét                   | Sợ sấm và sét |
| Hội chứng sợ cô lập                    | Sợ cô lập hoặc bị cô lập |
| Hội chứng sợ động vật lưỡng cư         | Sợ ếch, cóc (Bộ Không đuôi) hay các loài khác trong nhóm động vật lưỡng cư nói chung |
| Hội chứng sợ hóa chất                  | Sợ hóa chất |
| Hội chứng sợ dơi                       | Sợ dơi |
| Hội chứng sợ màu sắc                   | Sợ màu sắc |
| Hội chứng sợ thời gian                 | Sợ thời gian hay thời gian trôi đi |
| Hội chứng sợ bị vây kín                | Sợ bị khóa kín, bị vây trong không gian hẹp |
| Hội chứng sợ nghĩa trang               | Sợ nghĩa trang |
| Hội chứng sợ phân                      | Sợ phân thải hay các hoạt động liên quan đến bài tiết |
| Hội chứng sợ hề                        | Sợ những người hề xiếc |
| Hội chứng sợ công nghệ                 | Sợ hoặc có ác cảm với máy tính, Internet; sợ các đồ công nghệ và học cách dùng chúng |
| Hội chứng sợ chó                       | Sợ chó |
| Hội chứng sợ quyết định                | Sợ đưa ra quyết định |
| Hội chứng sợ quỷ                       | Sợ ác quỷ |
| Hội chứng sợ nha khoa                  | Sợ các hoạt động liên quan đến nha khoa, nha sĩ |
| Hội chứng sợ nôn                       | Sợ nôn mửa |
| Hội chứng sợ đám đông                  | Sợ đám đông |
| Hội chứng sợ côn trùng                 | Sợ các loài côn trùng nói chung |
| Hội chứng sợ ngựa                      | Sợ hay ghét ngựa |
| Hội chứng sợ màu đỏ                    | Sợ màu đỏ, sợ đỏ mặt |
| Hội chứng sợ bị chế giễu               | Sợ bị chế giễu hay bị cười chê |
| Hội chứng sợ cầu                       | Sợ những cây cầu |
| Hội chứng sợ già                       | Sợ tuổi tác, sợ già hay lão hóa |
| Hội chứng sợ bong bóng                 | Sợ các vật như bong bóng, bóng bay hay khinh khí cầu |
| Hội chứng sợ phát biểu                 | Sợ phát biểu hay nói chuyện nơi công cộng |
| Hội chứng sợ khỏa thân                 | Sợ khỏa thân |
| Hội chứng sợ phụ nữ                    | Sợ nữ giới trưởng thành hay phụ nữ nói chung |
| Hội chứng sợ hơi thở hôi               | Sợ hơi thở hôi |
| Hội chứng sợ bị đụng chạm              | Sợ bị đụng chạm |
| Hội chứng sợ mặt trời                  | Sợ mặt trời và ánh mặt trời |
| Hội chứng sợ máu                       | Sợ máu |
| Hội chứng sợ số 666                    | Sợ số 666 |
| Hội chứng sợ ngủ                       | Sợ ngủ, giấc ngủ |
| Hội chứng sợ cá                        | Sợ cá, ăn cá, cá chết |
| Hội chứng sợ khuy nút                  | Sợ các loại nút, khuy |
| Hội chứng sợ bão                       | Sợ giông lốc, bão tố |
| Hội chứng sợ nấu ăn                    | Sợ nấu ăn |
| Hội chứng sợ màu đen                   | Sợ những thứ có màu đen |
| Hội chứng sợ ong                       | Sợ ong |
| Hội chứng sợ chuột                     | Sợ chuột,sợ nhìn thấy chuột |
| Hội chứng sợ kiến                      | Sợ loài kiến |
| Hội chứng sợ bẩn                       | Sợ bẩn, sợ vi khuẩn, sợ nguồn lây bệnh |
| Hội chứng sợ chết                      | Sợ cái chết |
| Hội chứng sợ bệnh viện                 | Sợ bệnh viện |
| Hội chứng sợ về nhà                    | Sợ quay trở lại nhà |
| Hội chứng sợ con số                    | Sợ những con số |
| Hội chứng sợ bóng tối                  | Sợ bóng tối |
| Hội chứng sợ rắn                       | Sợ các loài rắn |
| Hội chứng sợ chim                      | Sợ các loài chim |
| Hội chứng sợ mọi thứ                   | Sợ mọi thứ xung quanh, sợ vì một lý do không rõ ràng |
| Hội chứng sợ nuốt                      | Sợ nuốt |
| Hội chứng sợ cương cứng                | Sợ cương cứng dương vật |
| Hội chứng sợ ma                        | Sợ ma, yêu tinh; Sợ các linh hồn bay quanh nhà hoặc bị ám ảnh bởi vì từng trải qua sự kiện nào đó mà bạn gặp ma; Nguyên nhân thường là xem phim kinh dị, nó là một nhánh của "hội chứng sợ bóng tối" và "hội chứng sợ gương". |
| Hội chứng sợ yêu                       | Sợ tình yêu |
| Hội chứng sợ nỗi sợ                    | Sợ chính nỗi sợ hay sợ mắc hội chứng sợ |
| Hội chứng sợ âm thanh                  | Sợ các âm thanh lớn hay giọng nói |
| Hội chứng sợ râu                       | Sợ râu, ria mép |
| Hội chứng sợ khiêu dâm                 | Sợ, ghét khiêu dâm |
| Hội chứng sợ lửa                       | Sợ lửa |
| Hội chứng sợ phóng xạ                  | Sợ phóng xạ, sợ tia X |
| Hội chứng sợ giun                      | Sợ giun |
| Hội chứng sợ tình dục                  | Sợ các hoạt động liên quan đến tình dục, các bộ phận sinh dục |
| Hội chứng sợ tàu hỏa                   | Sợ tàu hỏa, đường sắt nói chung |
| Hội chứng sợ xã hội                    | Sợ xã hội, sợ con người |
| Hội chứng sợ gương                     | Sợ gương |
| Hội chứng sợ đi lại                    | Sợ đứng im hay đi lại |
| Hội chứng sợ gọi điện thoại            | Sợ hay ngại gọi điện thoại |
| Hội chứng sợ số 4                      | Sợ số 4 |
| Hội chứng sợ biển                      | Sợ đại dương, biển |
| Hội chứng sợ thai sản                  | Sợ mang bầu, sinh con |
| Hội chứng sợ bị nhiễm độc              | Sợ bị nhiễm độc |
| Hội chứng sợ rụng lông                 | Sợ rụng lông (ví dụ như tóc) |
| Hội chứng sợ số 13                     | Sợ số 13 |
| Hội chứng sợ lỗ                        | Sợ vật có những lỗ xếp cạnh nhau |
| Hội chứng sợ màu vàng                  | Sợ màu vàng |
| Hội chứng sợ động vật                  | Sợ động vật |
| Hội chứng sợ chữ tượng hình            | Sợ kí tự hay chữ cái của một số ngôn ngữ tượng hình |
| Hội chứng sợ Fortnite                  | Sợ game Fortnite và người chơi game |
| Hội chứng sợ bị bắt kịp                | Sợ bị ai đó đuổi kịp, bắt kịp |
| Hội chứng sợ những thứ to lớn          | (Megalophobia) - Sợ những thứ to lớn, khổng lồ. Tình trạng một người cảm thấy vô cùng sợ hãi, ám ảnh quá mức đối với những thứ siêu to khổng lồ như tàu biển, máy bay, tượng có kích thước lớn...                             |

## Các hội chứng
- Hội chứng sợ những thứ khổng lồ (nỗi sợ khổng vĩ)
- Hội chứng sợ không gian hẹp
- Hội chứng sợ sợ lỗ
- Hội chứng sợ chú hề
- Hội chứng sợ máu
- Hội chứng sợ độ cao
- Hội chứng sợ bị nhìn
- Hội chứng sợ biển

## Tìm hiểu thêm
- Aldrich, C. (ngày 2 tháng 12 năm 2002). The Aldrich Dictionary of Phobias and Other Word Families. Trafford Publishing. tr. 224–236. ISBN 1-55369-886-X.